# TEMI
TEMI (Twoje Media Informacyjne) – lokalny tygodnik oraz portal redagowany w Tarnowie.

## Zasięg i zawartość
TEMI Twoje Media Informacyjne ukazuje się w nakładzie 24 000 egzemplarzy (wrzesień 2010 r.), obejmuje swoim zasięgiem teren byłego województwa tarnowskiego, czyli część obecnego województwa małopolskiego, część województwa podkarpackiego (powiat dębicki). Pismo sprzedawane jest również w Krakowie oraz w Chicago. TEMI w Polsce ukazuje się w kioskach w każdą środę, a w "wietrznym mieście" jest dostępne w piątek. Przez Internet odbywa się także kontakt z Polonią z całego świata.
TEMI to obecnie klasyczny magazyn, redagowany zgodnie z zasadą "o wszystkim dla wszystkich". Zamieszcza m.in.: dział porad domowych, dział nowych technologii (Internet, komputery, telefony komórkowe), dział poświęcony motoryzacji, filmowi i muzyce, dział sądowo-kryminalny, dział społeczny. Stali felietoniści polityczni gazety to m.in. Janusz Korwin-Mikke, Marek Borowski, Rafał A. Ziemkiewicz, Marek Zuber i Stefan Niesiołowski. Tygodnik publikuje informacje i teksty publicystyczne dotyczące Tarnowa, Brzeska, Bochni, Dąbrowy Tarnowskiej, Szczucina, Tuchowa i Dębicy.

## Historia
Początki TEMI były podobne do początków wielu innych lokalnych tygodników, które w II poł. lat 70. startowały w Polsce. Po reformie administracyjnej w 1974 roku powstało 49 województw i władze każdego z nich miały ambicje, aby na ich terenie pojawił się wojewódzki tygodnik, który propagowałby ich poczynania. Próby uruchomienia w Tarnowie lokalnego tygodnika rozpoczęto w 1976 roku od wydawania jednodniówki o nazwie Tarnowski Magazyn Informacyjny. Używano wówczas skrótu nazwy TMI, później doszła jedna litera (TeMI) i tak powstał obowiązujący do dzisiaj tytuł TEMI, (w 1999 roku, po zmianach związanych z reformą administracyjną i likwidacją województwa tarnowskiego, podtytuł zmieniono na Galicyjski Tygodnik Informacyjny). Przez pierwsze lata pismo pojawiało się okazjonalnie, w roku 1978 Temi Tarnowski Magazyn Ilustrowany zaczęto wydawać jako miesięcznik, jako tygodnik TEMI Tarnowski Magazyn Informacyjny zaczęło wychodzić w listopadzie roku 1979.
Podobnie jak i innych tego typu lokalnych tygodników wojewódzkich, wydawcą TEMI był (stanowiący własność PZPR) koncern RSW "Prasa-Książka-Ruch", a tygodnik formalnie był organem Komitetu Wojewódzkiego PZPR w Tarnowie. Z powodu tej podległości politycznej na łamach tygodnika zajmowano się wówczas sprawami związanymi z regionem, które nie wykraczały poza obowiązującą i strzeżoną przez instytucjonalną cenzurę "poprawność polityczną". Tygodnik został zaakceptowany przez mieszkańców województwa, choć krytykowano obowiązujące wówczas schlebianie władzom.
Zmiany roku 1980 znalazły od razu odbicie również na łamach tygodnika, a zmniejszenie nacisku cenzury skutkowało wieloma publikacjami na tematy kontrowersyjne lub wówczas zakazane.
W wyniku wprowadzenia stanu wojennego tygodnik, podobnie jak wszystkie gazety w kraju, został zawieszony, jeden z dziennikarzy został internowany (Adam Jurczak, później wyemigrował z Polski), kilku straciło pracę.
W pierwszej połowie lat 80. wielu czytelników odwróciło się od tytułu. Sytuacja zaczęła ulegać zmianie w drugiej połowie dekady, gdy zelżała cenzura, pojawili się nowi dziennikarze i nowe pomysły. TEMI powoli zaczęło odzyskiwać swoją popularność z lat 1980–1981, choć nadzór ideologiczny nadal dawał się we znaki publikującym wówczas autorom.
W efekcie przemian społeczno-politycznych lat 1989–1990 i likwidacji koncernu RSW tygodnik został sprzedany. Chętnych było wielu, w tym zespół pracujący wówczas w tygodniku - wygrała oferta jednej z tarnowskiej spółek. Część dziennikarzy TEMI założyła wówczas nowy tygodnik, ale utrzymał się on na rynku tylko niespełna trzy lata.
Od tego czasu tygodnik TEMI trzykrotnie zmieniał właściciela, obecnie właścicielem i wydawcą jest tarnowska spółka ŚWIT, a poprzednio była to firma Fred S.A. Po przejęciu TEMI przez nowego właściciela redakcja została unowocześniona, w pełni skomputeryzowana, dysponuje własnym składem i łamaniem. Przygotowane w tarnowskiej redakcji pismo łączami elektronicznymi przekazywane jest do tyskiego oddziału drukarni "Agora" S.A. i po kilku godzinach jest w Tarnowie gotowe do kolportażu.